# Sordo
Sordo és una pel·lícula espanyola de 2019 del director Alfonso Cortés-Cavanillas i protagonitzada per Asier Etxeandia, Aitor Luna, Hugo Silva, Marian Álvarez i Imanol Arias.

## Sinopsi
Sordo es basa en la Operació Reconquesta d'Espanya de 1944. Anselmo Rojas (Asier Etxeandía) és un maqui que es queda sord en fallar un acte de sabotatge que realitzava al costat dels seus companys guerrillers, després d'això és perseguit per l'Exèrcit vencedor de la Guerra civil espanyola.

## Repartiment
- Asier Etxeandia... Anselmo Rojas
- Marian Álvarez... Rosa Ribagorda
- Hugo Silva... 	Vicente Roig
- Aitor Luna... Capità Bosch
- Imanol Arias... Sergent Castillo
- Olimpia Melinte... Dària Sergeievitx Volkov
- Ruth Díaz... Elvira
- Jorge Basanta... Cabo Gómez
- Stephanie Gil... Carmen

## Producció
La pel·lícula, del gènere spaghetti western, és una adaptació de la novel·la gràfica Sordo de David Múñoz i Rayco Pulido publicada per Astiberri el 2008.
El tema principal del film Simplemente perfecto, és interpretat per Asier Etxeandía acompanyat del seu grup Mastodonte, mientras que la banda sonora estuvo a cargo de Carlos M. Jara.
Sordo va ser estrenat al Festival de Màlaga de 2019. Posteriorment va tenir es va estrenar en cinemes el 13 de setembre de 2019. El 3 de febrer del 2020 fou inclosa com a novetat a la plataforma Netflix.

## Premis
Va guanyar el Premi Especial als VII Premis Feroz.